# Dotocryptus eoeus
Dotocryptus eoeus là một loài tò vò trong họ Ichneumonidae.